# 月球14号
月球14号是苏联发射的最后一颗第二代月球探测器，主要用于探测月球引力场。